# Exaerete azteca
Exaerete azteca là một loài Hymenoptera trong họ Apidae. Loài này được Moure mô tả khoa học năm 1964.